# Some Hearts
Some Hearts è il disco di debutto della cantante statunitense Carrie Underwood, uscito negli Stati Uniti e in Canada il 15 novembre 2005.
L'album è stato anticipato dal singolo Inside Your Heaven, che ha debuttato alla posizione numero 1 della Billboard Hot 100.
Il secondo singolo è stato Jesus, Take the Wheel, il quale è restato alla numero 1 della classifica country per 6 settimane.
Il terzo ed il quarto singolo estratto dall'album sono stati Don't Forget to Remember Me e Before He Cheats, ad oggi ancora la maggiore hit di Carrie Underwood, hanno raggiunto la posizione numero 2 e numero 1.
Anche l'ultimo singolo estratto, Wasted, ha raggiunto la posizione numero 1.
Nel 2016 l'album ha raggiunto le 8 milioni di copie vendute nei soli Stati Uniti, arrivando alle 10 milioni vendute mondialmente. diventando l'album di maggior successo di Carrie Underwood.

## Tracce
1. Wasted
 (Troy Verges, Lindsey)
2. Don't Forget to Remember Me
 (Morgan Hayes, Kelley Lovelace)
3. Some Hearts
 (Diana Warren)
4. Jesus, Take the Wheel
 (Brett James, Lindsey)
5. The Night Before
 (Neil Thrasher, Jimmy Olander)
6. Lessons Learned
 (Diane Warren)
7. Before He Cheats
 (Ashley Monroe, Brett James)
8. Starts With Goodbye
 (Lindsey)
9. I Just Can't Live a Lie
 (Steve Robson, Wayne Hector)
10. We're Young and Beautiful
 (Rivers Rutherford, Steve McEwan)
11. That's Where It Is
 (Melissa Peirce, Greg Becker)
12. Whenever You Remember
 (Diane Warren)
13. I Ain't in Checotah Anymore
 (Carrie Underwood, Trey Bruce)
14. Inside Your Heaven
 (Andreas Carlsson, Pelle Nyhlén)

## Classifiche

### Classifiche di fine secolo
| Classifica (2000-2024) | Posizione |
| ---------------------- | --------- |
| Stati Uniti            | 19        |